# 卡泰特

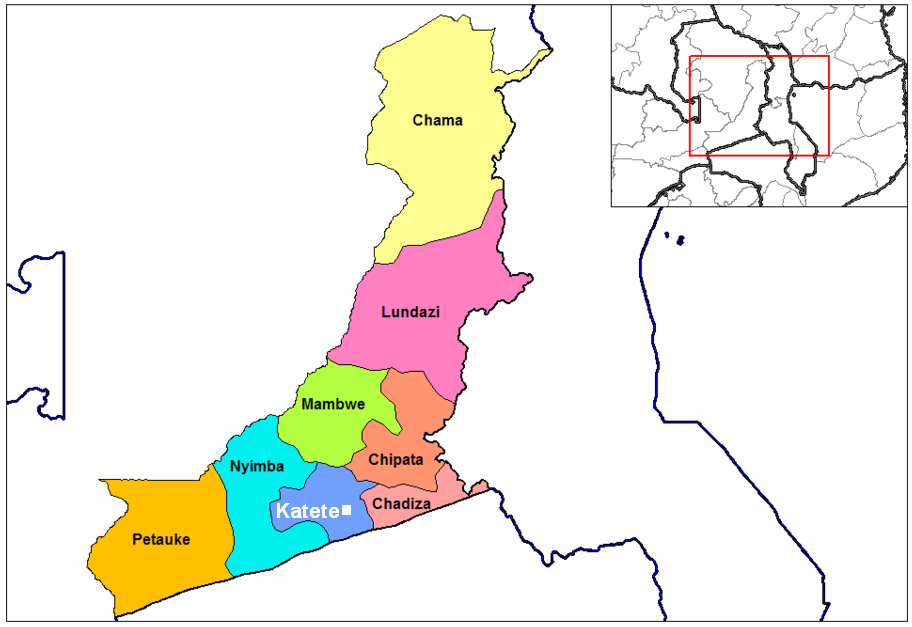

卡泰特是非洲中部國家贊比亞的城鎮，由東方省負責管轄，位於首府奇帕塔西南約90公里，海拔高度1,276米，經濟活動有種植棉花和畜牧業，2006年人口估計約12,500。
11°13′S 33°09′E / 11.217°S 33.150°E